# Extensor pollicis brevis

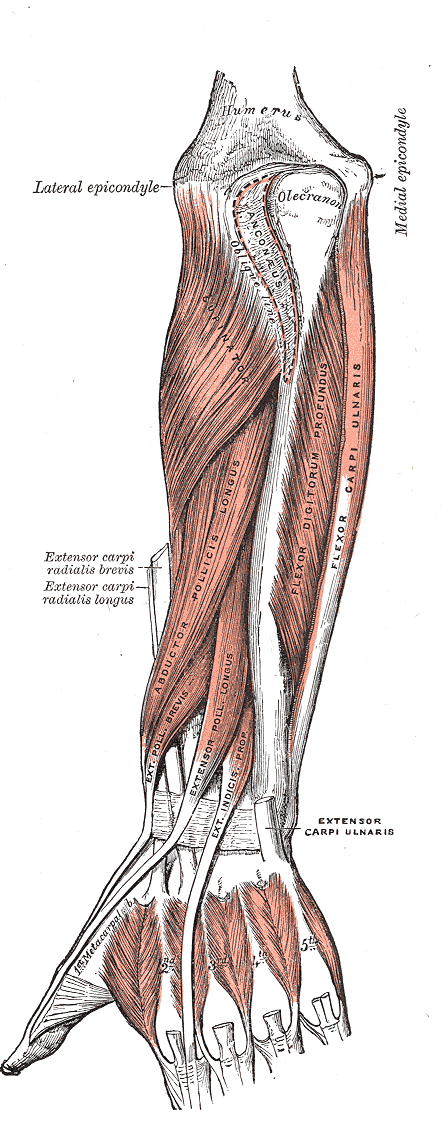
Underarmens muskulatur

Extensor pollicis brevis (latin: musculus extensor pollicis brevis, "tummens korta sträckarmuskel"), i människans anatomi en skelettmuskel på underarmens baksida. Muskeln ligger medialt om m. abductor pollicis longus och är ofta sammanvuxen med denna. Som namnet antyder är muskelns främsta uppgift att extendera tummen.
Extensor pollicis brevis har sitt ursprung i strålbenets (radius) dorsala yta under m. abductor pollicis longus samt i det fibrösa ledbandet (syndesmos) mellan underarmsbenen (underarmsmembranet, membrana interossea antebrachii).
Muskelns sträckning följer m. abductor pollicis longus.
Muskelns fäste finns vid basen för tummens grundfalang (phalanx proximalis pollicis).